# 쭉쭉빵빵
쭉쭉빵빵은 대한민국의 음악 그룹이다. 2020년 싱글 《힙업》으로 데뷔했다.

## 음반
- 힙업 (2020)